# Oligia roseosuffumata
Oligia roseosuffumata là một loài bướm đêm trong họ Noctuidae.